# Mistrzostwa Europy w Wioślarstwie 2011 – dwójka bez sternika mężczyzn
Dwójka bez sternika mężczyzn (M2-) - konkurencja rozgrywana podczas 71. Mistrzostw Europy w Wioślarstwie w bułgarskim Płowdiw, w dniach 16-18 sierpnia 2011 r. W zmaganiach udział wzięło 13 osad. Zwycięzcą zostali grecy Nikolaos Gundulas i Apostolos Gundulas.

## Wyniki

### Legenda
| Q - awans do półfinału/finału A R - awans do repasaży | FB - awans do finału B |

### Eliminacje
Wyścig 1
| Poz. | Zawodnik                             | Narodowość | Rezultat | Uwagi |
| ---- | ------------------------------------ | ---------- | -------- | ----- |
| 1    | Cristi Ilie Pirghie George Palamariu | Rumunia    | 6:44,400 | Q     |
| 2    | Adrián Juhász Béla Simon             | Węgry      | 6:53,640 | Q     |
| 3    | Jovan Popović Nikola Stojić          | Serbia     | 7:08,520 | Q     |
| 4    | Teri Georgiev Kristian Wasiljew      | Bułgaria   | 7:23,480 | R     |
| 5    | Hendrik Bohnekamp Martin Rueckbrodt  | Niemcy     | 7:41,410 | R     |

Wyścig 2
| Poz. | Zawodnik                           | Narodowość | Rezultat | Uwagi |
| ---- | ---------------------------------- | ---------- | -------- | ----- |
| 1    | Niccolò Mornati Lorenzo Carboncini | Włochy     | 6:42,340 | Q     |
| 2    | Maciej Mattik Zbigniew Schodowski  | Polska     | 6:44,980 | Q     |
| 3    | Andrej Tatarczuk Sierhij Waranoj   | Białoruś   | 6:47,370 | Q     |
| 4    | Oleg Grigorjew Andriej Litwiniuk   | Ukraina    | 7:50,810 | R     |

Wyścig 3
| Poz. | Zawodnik                                      | Narodowość | Rezultat | Uwagi |
| ---- | --------------------------------------------- | ---------- | -------- | ----- |
| 1    | Nikolaos Gundulas Apostolos Gundulas          | Grecja     | 6:41,680 | Q     |
| 2    | Vincent van der Want Derk Noordhuis           | Holandia   | 6:44,750 | Q     |
| 3    | Alexander Sigurbjörnsson Benet Pau Vela Maggi | Hiszpania  | 6:48,310 | Q     |
| 4    | Roman Wiesiełkin Siergiej Babajew             | Rosja      | 6:50,110 | R     |

### Repasaże
| Poz. | Zawodnik                            | Narodowość | Rezultat | Uwagi |
| ---- | ----------------------------------- | ---------- | -------- | ----- |
| 1    | Hendrik Bohnekamp Martin Rueckbrodt | Niemcy     | 7:10,900 | Q     |
| 2    | Roman Wiesiełkin Siergiej Babajew   | Rosja      | 7:12,870 | Q     |
| 3    | Teri Georgiev Kristian Wasiljew     | Bułgaria   | 7:13,200 | Q     |
| 4    | Oleg Grigorjew Andriej Litwiniuk    | Ukraina    | 7:13,280 |       |

### Półfinały
Wyścig 1
| Poz. | Zawodnik                             | Narodowość | Rezultat | Uwagi |
| ---- | ------------------------------------ | ---------- | -------- | ----- |
| 1    | Niccolò Mornati Lorenzo Carboncini   | Włochy     | 6:37,940 | Q     |
| 2    | Cristi Ilie Pirghie George Palamariu | Rumunia    | 6:40,690 | Q     |
| 3    | Andrej Tatarczuk Sierhij Waranoj     | Białoruś   | 6:41,640 | Q     |
| 4    | Vincent Van der Want Derk Noordhuis  | Holandia   | 6:43,280 | FB    |
| 5    | Hendrik Bohnekamp Martin Rueckbrodt  | Niemcy     | 7:28,510 | FB    |
| 6    | Teri Georgiev Kristian Wasiljew      | Bułgaria   | 7:43,050 | FB    |

Wyścig 2
| Poz. | Zawodnik                                      | Narodowość | Rezultat | Uwagi |
| ---- | --------------------------------------------- | ---------- | -------- | ----- |
| 1    | Nikolaos Gundulas Apostolos Gundulas          | Grecja     | 6:38,260 | Q     |
| 2    | Jovan Popović Nikola Stojić                   | Serbia     | 6:41,610 | Q     |
| 3    | Maciej Mattik Zbigniew Schodowski             | Polska     | 6:44,800 | Q     |
| 4    | Adrián Juhász Béla Simon                      | Węgry      | 6:51,550 | FB    |
| 5    | Siergiej Babajew Roman Wiesiełkin             | Rosja      | 6:52,730 | FB    |
| 6    | Alexander Sigurbjörnsson Benet Pau Vela Maggi | Hiszpania  | 7:04,850 | FB    |

### Finały
Finał B
| Poz. | Zawodnik                                      | Narodowość | Rezultat | Uwagi |
| ---- | --------------------------------------------- | ---------- | -------- | ----- |
| 1    | Adrián Juhász Béla Simon                      | Węgry      | 6:45,110 |       |
| 2    | Vincent Van der Want Derk Noordhuis           | Holandia   | 6:49,530 |       |
| 3    | Alexander Sigurbjoensson Benet Pau Vela Maggi | Hiszpania  | 6:51,320 |       |
| 4    | Siergiej Babajew Roman Wiesiełkin             | Rosja      | 6:51,890 |       |
| 5    | Hendrik Bohnekamp Martin Rueckbrodt           | Niemcy     | 6:56,560 |       |
| 6    | Teri Georgiev Kristian Wasiljew               | Bułgaria   | 6:59,750 |       |

Finał A
| Poz. | Zawodnik                             | Narodowość | Rezultat | Uwagi |
| ---- | ------------------------------------ | ---------- | -------- | ----- |
| 1    | Nikolaos Gundulas Apostolos Gundulas | Grecja     | 6:31,630 |       |
| 2    | Niccolò Mornati Lorenzo Carboncini   | Włochy     | 6:34,260 |       |
| 3    | Jovan Popović Nikola Stojić          | Serbia     | 6:43,970 |       |
| 4    | Maciej Mattik Zbigniew Schodowski    | Polska     | 6:45,330 |       |
| 5    | Andrej Tatarczuk Sierhij Waranoj     | Białoruś   | 6:46,360 |       |
| 6    | Cristi Ilie Pirghie George Palamariu | Rumunia    | 6:47,900 |       |